# Gert Eklund
Gert Eklund, född 12 september 1944, inledde sin karriär inom sportvärlden 1954 när han började som hockeymålvakt i  Bäcken HC. Under 1960-talet arbetade han med föreningens bingoverksamhet. 1978 blev Eklund VD på Göteborgs Distrikts Idrottsförbund, en position som han hade kvar till 1991. 1988 kom han på idén till Bingolotto och 1989 startade han TV-kanalen Kållevisionen där man sände dragningen. 1991 startade han bolaget Eklundgruppen som senare blev IGS som ville marknadsföra Bingolotto till hela Sverige. I oktober 1991 lanserade han lotteriet i hela Sverige. 1994 grundade han stiftelsen "The New World Foundation", som skulle främja vård och uppfostran av barn och ungdom. I styrelsen satt Wilhelm Wachtmeister och Javier Pérez de Cuéllar. 1994 startade han TV-kanalen TV21 dit Bingolotto flyttade från Kållevisionen.
Under julen 1994 fick Eklund genomgå en by-pass-operation och 1996 startade han bolaget Interbingo Ltd där en del av intäkterna gick till The New World Foundation. Under 1997 blev intäkterna 560 000 kronor. 1999 startade han det holländska bolaget Interactive Gaming Systems dit man flyttade Eklundgruppen och rättigheterna för Bingolotto. 2001 sålde han rättigheterna för Bingolotto i Sverige till Novamedia. Eklund flyttade då tillsammans med sin fru till Casares men behöll IGS som fortfarande äger de internationella rättigheterna för Bingolotto. I Casares driver Eklund ett stuteri och en vinodling.